# Matthew Mitcham
Matthew John Mitcham (Brisbane, 2 de março de 1988) é um atleta australiano de saltos para a água (saltos ornamentais). Foi o campeão olímpico na plataforma de 10 metros, tendo recebido a maior pontuação de sempre para um salto na história olímpica. É o primeiro homem australiano a ganhar uma medalha de ouro olímpica nesta modalidade desde Dick Eve nos Jogos Olímpicos de 1924, e foi o único atleta abertamente homossexual nos Jogos Olímpicos de 2008.

## Biografia

### Carreira
Mitcham começou como atleta de trampolins. Foi descoberto por Wang Tong Xiang, um treinador do Instituto do Programa de Saltos Ornamentais da Austrália (Australian Institute of Sport Diving Program). Mitcham foi atleta simultaneamente de trampolins e saltos para a água durante vários anos.
Em trampolins representou a Austrália nos Mundiais Júnior em 1999 e 2001, sendo campeão no duplo trampolim em 2001. Também competiu no Australian Youth Olympic Festival em 2003 terminando em sexto lugar.
De 2002 a 2004, Mitcham foi campeão nacional júnior em saltos para a água ganhando todas as competições australianas em que participou. Mitcham competiu no Campeonato Mundial Júnior de Saltos Ornamentais de 2002 ficando em 11º na prancha de 1m, 5º na prancha de 3m e 16º na plataforma de 10m. Em 2004 ganhou as medalhas de prata no Campeonato Mundial Júnior nos eventos de 1m, 3m sincronizados e 10m. Nas Qualificações Olímpicas de 2004 ficou em 3º nos eventos de 3m e 10m individuais, 2º nos 3m e 10 sincronizados e não conseguiu qualificação na equipa olímpica australiana.
Em 2005 ganhou o seu primeiro título sénior nacional no Australian Olympic Youth Festival, com medalha de prata na prança de 1m, ouro nos 3m e 10m individuais e 3m sincronizados. Nos campeonatos Mudiais de 2005 em Montreal, ficou em 12º na plataforma 10m.
Em 2006 participou no German Grand Prix, ficando em 16º nos 3m, e 6º nos 10m. No USA Grand Prix em Fort Lauderdale ficou em 8º na prança 3m. Na Canada Cup, ficou em 26º nos 3m e ganhou a medalha de bronze na plataforma 10m.
Fez parte da equipe australiana nos Jogos da Commonwealth de 2006, em Melbourne, ficando em 4º nos 3m e 3m sincronizados, e 5º nos eventos de 1m e 10m.
Em 2006 parou de saltar por um ano. Em 2007 retornou ao esporte com o treinador Chava Sobrino. Em 2008 Mitcham foi campeão australiano nos trampolins de 1m e 3m e na plataforma de 10m. Também ganhou o Grand Prix de Saltos Ornamentais de 2008 em Fort Lauderdale, Florida.

### Jogos Olímpicos de Verão 2008

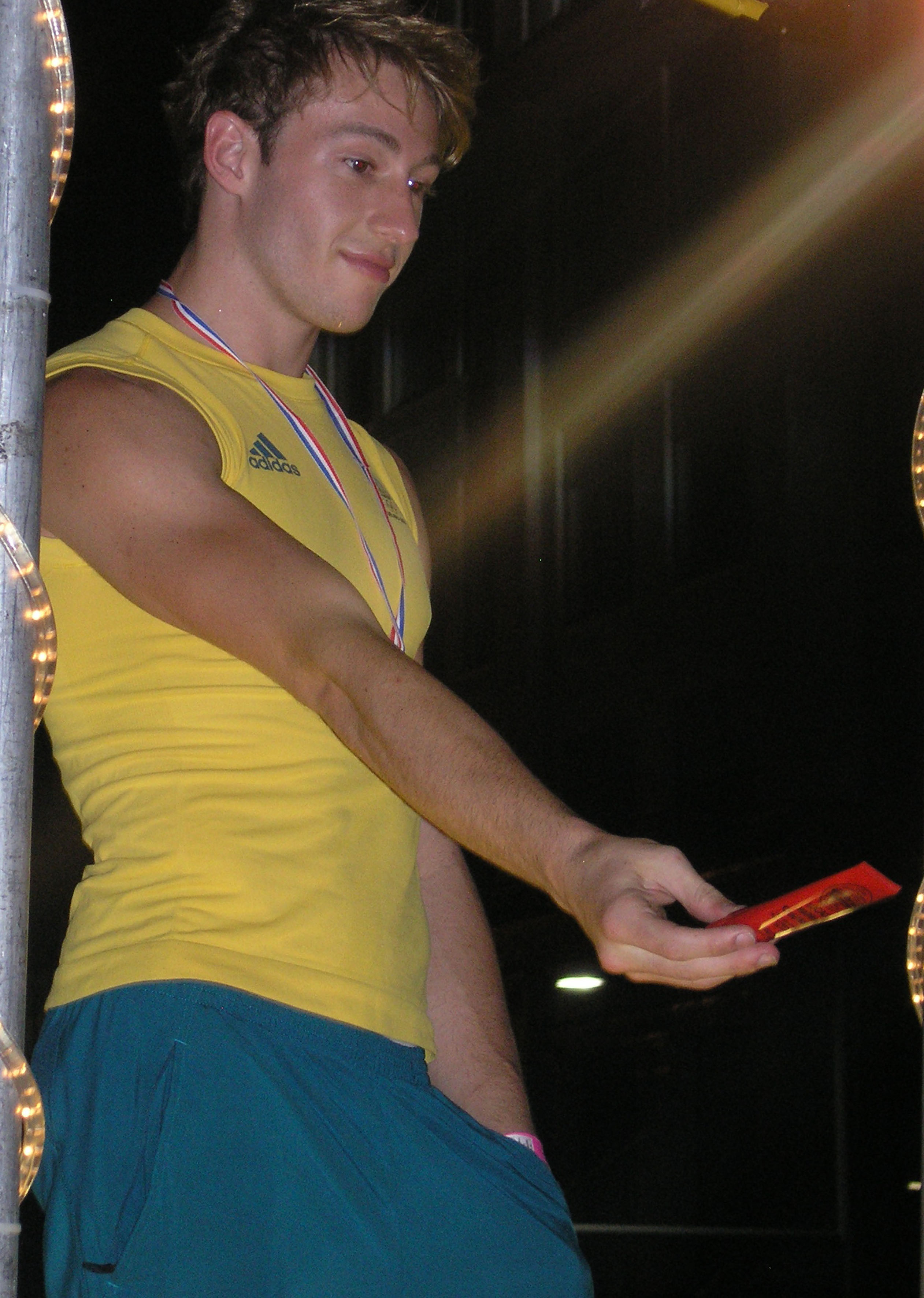
Matthew Mitcham na parada gay de Sydney, em 2009.

Mitcham representou a Austrália na plataforma de 10 metros e na prancha (trampolim) de 3 metros. Ficou em 16º no evento de 3 metros não se qualificando para a final. No evento de 10 metros ficou na segunda posição da qualificação e semifinal. Depois de uma série de cinco saltos com resultados variados, Mitcham entrou na última ronda de saltos em segundo lugar, 34 pontos atrás do saltador chinês Zhou Luxin. Após Zhou ter realizado o seu pior salto da final com 74.80 pontos, Mitcham ainda precisava de 107.30 pontos para ganhar o evento, uma pontuação elevada. No entanto, o seu último salto foi praticamente perfeito obtendo quatro notas máximas 10 dos juízes e conseguindo uma pontuação final de 112.10, a classificação mais alta de um salto da plataforma de 10 m na história olímpica. Terminou a prova com uma pontuação global de 537,95 e derrotou assim Zhou, que conseguiu uma pontuação global de 533,15. Conseguiu assim quebrar o registo infalível de medalhas de ouro para a China em todos os eventos de saltos para a água destes Jogos Olímpicos. Matthew obteve a segunda medalha olímpica na prova de saltos para a água por um australiano, a anterior tinha sido em 1924 por Dick Eve.
| “          | É absolutamente surreal. Eu nunca imaginei que isto fosse possível, nem acreditava que tinha chances de medalha! Após ter feito o meu último salto e quando vi que estava em primeiro, pensei, "Pronto, a medalha de prata é minha, e está tudo bem " e depois ganhei. Não consigo acreditar, estou tão feliz. | ” |
| — Mitcham, | |   |

## Vida pessoal

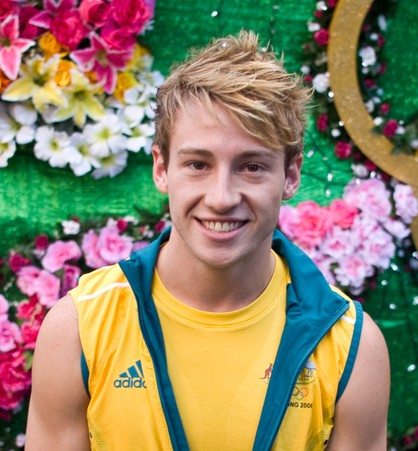
Matthew na parada gay de Sydney, em 2009.

Mitcham nasceu em Brisbane mas vive e treina em Sydney. Assumiu sua homossexualidade em 2008 no Sydney Morning Herald quando estavam fazendo o perfil dos atletas australianos com chances de medalhas nos Jogos Olímpicos. Durante os jogos também foi a capa da revista LGBT norte-americana The Advocate.
O companheiro de Mitcham, Lachlan Fletcher, esteve presente nos jogos como espectador. A sua viagem foi patrocinada com uma bolsa da Johnson & Johnson's Athlete Family Support Program. Já a sua mãe, Vivienne, esteve presente graças ao apoio da comunidade LGBT australiana.
Mitcham teve cobertura da mídia do país como o primeiro australiano a competir nos Jogos Olímpicos após assumir sua orientação sexual. Outros australianos homossexuais de relevo em termos de Jogos Olímpicos incluem Ji Wallace que participou nos Jogos Olímpicos de 2000 e ganhou uma medalha de prata nos trampolins, mas apenas assumiu sua orientação após os Jogos, e Ian Thorpe, nadador cinco vezes campeão olímpico em Sydney 2000 e Atenas 2004, que revelou sua orientação apenas em 2014.
Antes da sua vitória na plataforma de 10m, Mitcham foi indicado como um dos apenas onze atletas que tinham assumido sua orientação LGBT e que estavam nos Jogos Olímpicos de Pequim, em 2008, de um total de 11028 atletas de 204 delegações. Desses onze atletas, dez eram mulheres e Mitcham era o único homem do grupo.
Nos Jogos Olímpicos de Londres, em 2012, Mitcham foi um dos 20 atletas abertamente LGBT da competição, sendo que apenas 3 desses eram homens. Os outros dois homens foram o holandês Edward Gal e o britânico Carl Hester.